# شوالیه‌های زودیاک
سینت سِیا (به انگلیسی: Saint Seiya) یا شوالیه‌های زودیاک (به انگلیسی: Knights of the Zodiac) مجموعه مانگا ژاپنی نوشته و تصویرگری ماسامی کورومادا است که از سال ۱۹۸۵ تا ۱۹۹۰ در هفته‌نامه شونن جامپ منتشر شد و چپترهای آن در ۲۸ جلد تانکوبون گردآوری شده است.
داستان دربارهٔ پنج جنگجوی عرفانی به نام مقدسین است که با پوشیدن مجموعه‌های زره مقدسی به نام «پارچه‌ها» می‌جنگند، طرح‌های آن‌ها از صورت‌های فلکی مختلفی نشأت می‌گیرد که شخصیت‌ها به‌عنوان نمادهای نگهبان مقصد خود انتخاب کرده‌اند. مقدسین سوگند یاد کرده‌اند که از دوازده ایزد المپ‌نشین آتنا در نبرد او با خدایان دیگری که می‌خواهند بر زمین تسلط پیدا کنند، دفاع کنند.
مجموعه تلویزیونی انیمه اقتباس شده ساخته استودیو توئی انیمیشن در ۱۱۴ قسمت از سال ۱۹۸۶ تا ۱۹۸۹ در شبکه تی‌وی آساهی پخش شد. همچنین ۳۱ قسمت به صورت اووی‌ای از سال ۲۰۰۲ تا ۲۰۰۸ منتشر شد و شش فیلم بلند در سینماهای ژاپن از ۱۹۸۷ تا ۲۰۱۴ و یک فیلم لایو اکشن به همین نام از این اثر اکران شده است.
تا سال ۲۰۲۲ شوالیه‌های زودیاک بیش از ۵۰ میلیون نسخه فروش داشته که آن را به یکی از پرفروش‌ترین مجموعه‌های مانگا در تمام دوران تبدیل کرد. هر دو مانگا اصلی و اقتباس انیمه در سطح بین‌المللی در سراسر آسیا، اروپا و آمریکای لاتین موفق بودند.